# Architekten- und Ingenieurverein zu Berlin-Brandenburg

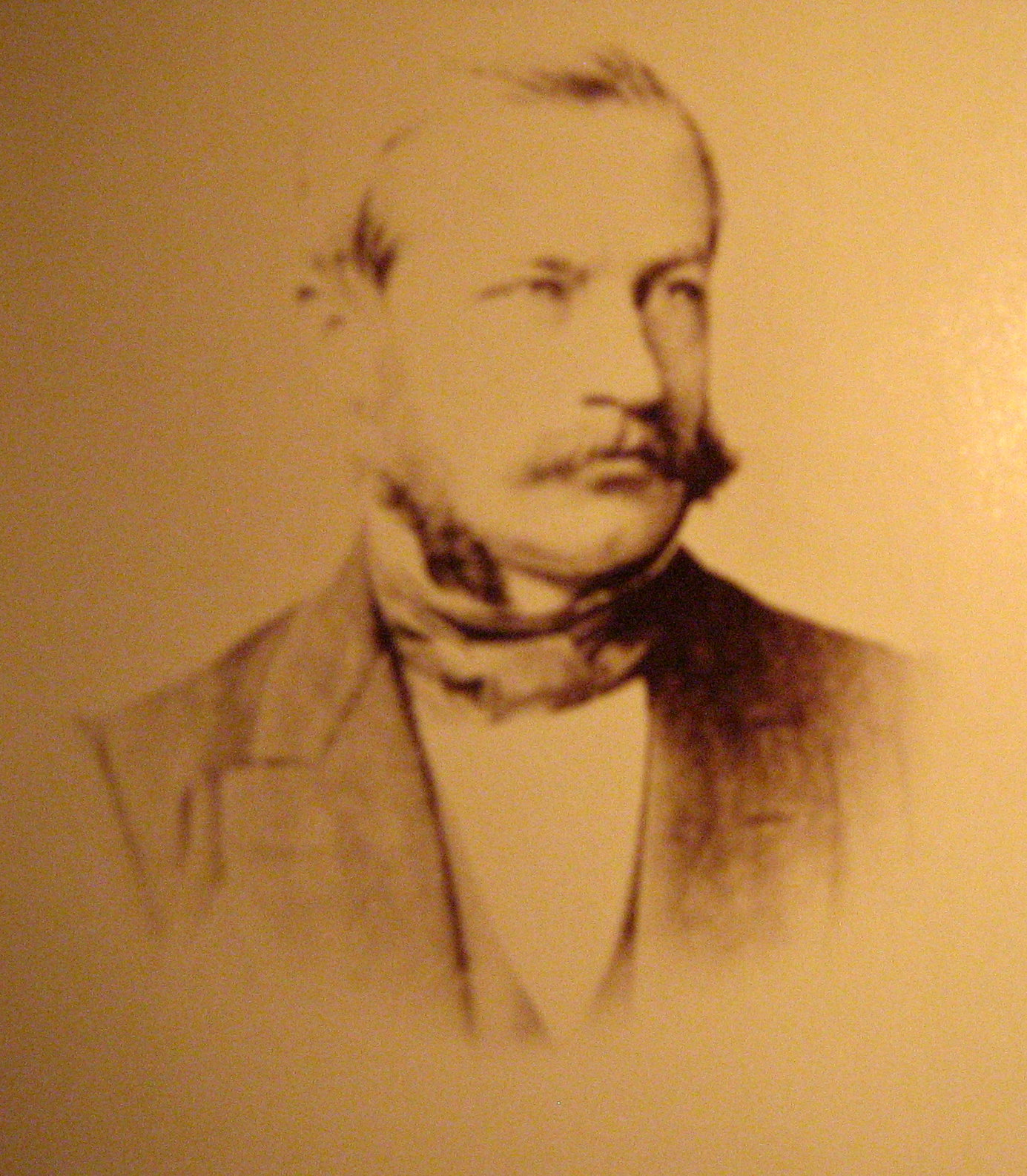
Gustav Möller, AVB-Vorsitzender von 1879 bis 1881

Der Architekten- und Ingenieurverein zu Berlin-Brandenburg (AIV Berlin-Brandenburg) geht zurück auf den am 5. Juni 1824 gegründeten Architekten-Verein zu Berlin (AVB), der von 18 Architekten als Vereinigung zur Vertiefung der künstlerischen und kunsthistorischen Ausbildung der Architekten ins Leben gerufen wurde.

## Geschichte
Zu den Gründungsmitgliedern des Jahres 1824 gehörten die renommierten Architekten Eduard Knoblauch und Friedrich August Stüler. Erster Vorsitzender war John James Blaurock.
Mitglied im AVB waren sowohl beamtete als auch selbständige Architekten. Bedingt durch die bei der Vereinsgründung noch wenig ausgeprägte Spezialisierung im Bauwesen, wurden in scheinbarem Widerspruch zum Namen auch Bauingenieure aller (heutigen) Fachrichtungen aufgenommen – ebenso wie es in anderen Regionen Deutschland üblich war, wofür sich dort aber bald die Bezeichnung Architekten- und Ingenieur-Verein durchsetzte. Am 28. Oktober 1871 war der AVB Gründungsmitglied im reichsweiten Dachverband, dem Verband Deutscher Architekten- und Ingenieur-Vereine e. V. (VDAI). Der AVB behielt jedoch seinen inzwischen renommierten Namen (ohne „Ingenieur-“) noch mehrere Jahrzehnte bei, erst in den 1920er Jahren wurde er in Architekten- und Ingenieur-Verein zu Berlin angeglichen.
Im Jahr 1870 hatte der AVB über 1.000, 1906 über 2.400 und Anfang 1914 3.065 Mitglieder. Unter ihnen befanden sich bekannte Architekten wie beispielsweise Karl Friedrich Schinkel, Ludwig Persius, Gottfried Semper, James Hobrecht, Ludwig Hoffmann, Heinrich Strack, Alfred Messel, August Orth, Julius Ludwig Quassowski, Bernhard Sehring, Franz Schwechten, Paul Wallot und Walter Gropius. 1912 trat dem AVB als erste Frau Elisabeth von Knobelsdorff bei, die 1911 ihr Studium als erste deutsche Diplom-Ingenieurin der Fachrichtung Architektur abgeschlossen hatte.

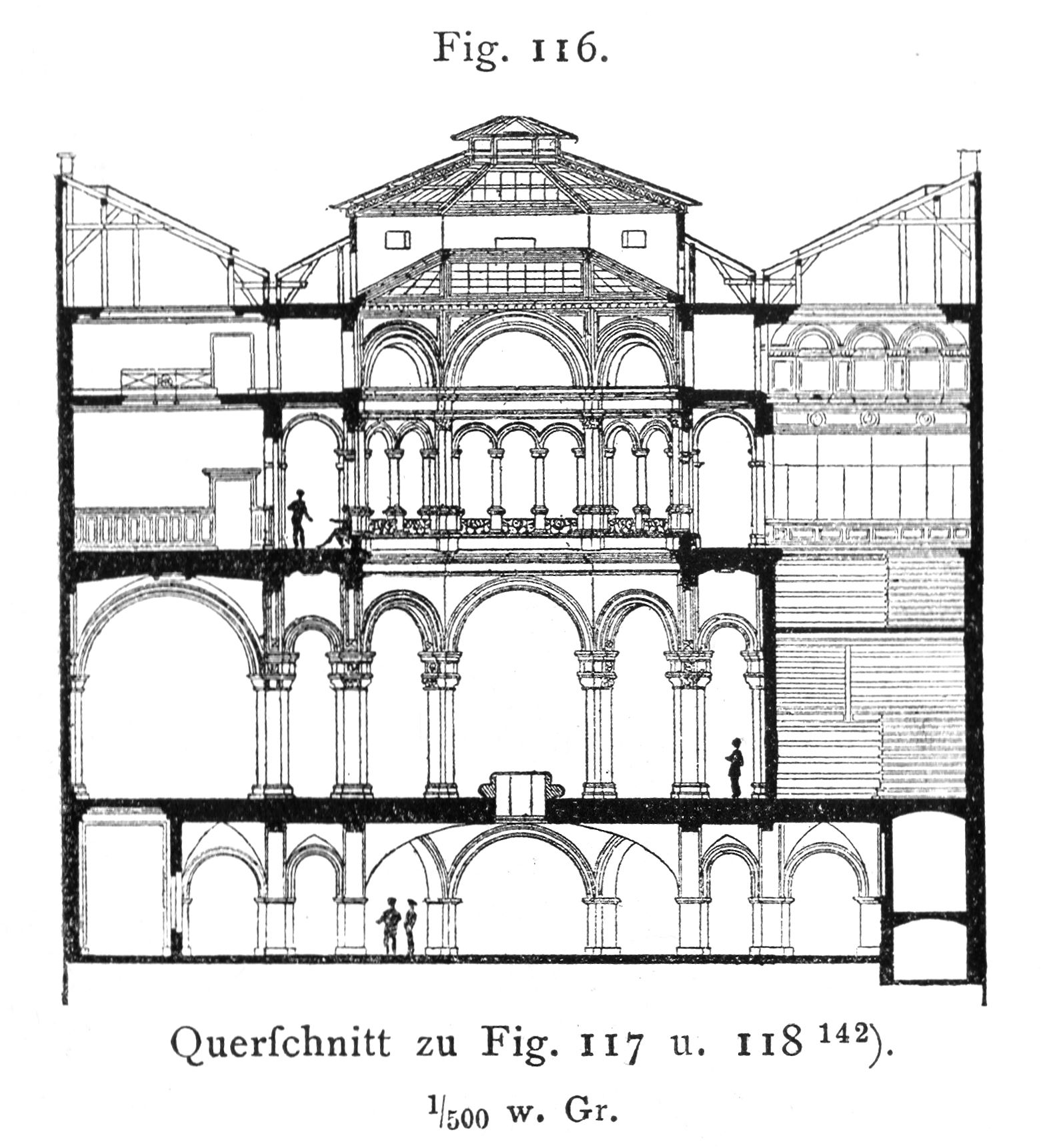
Haus des Architektenvereins, 1876

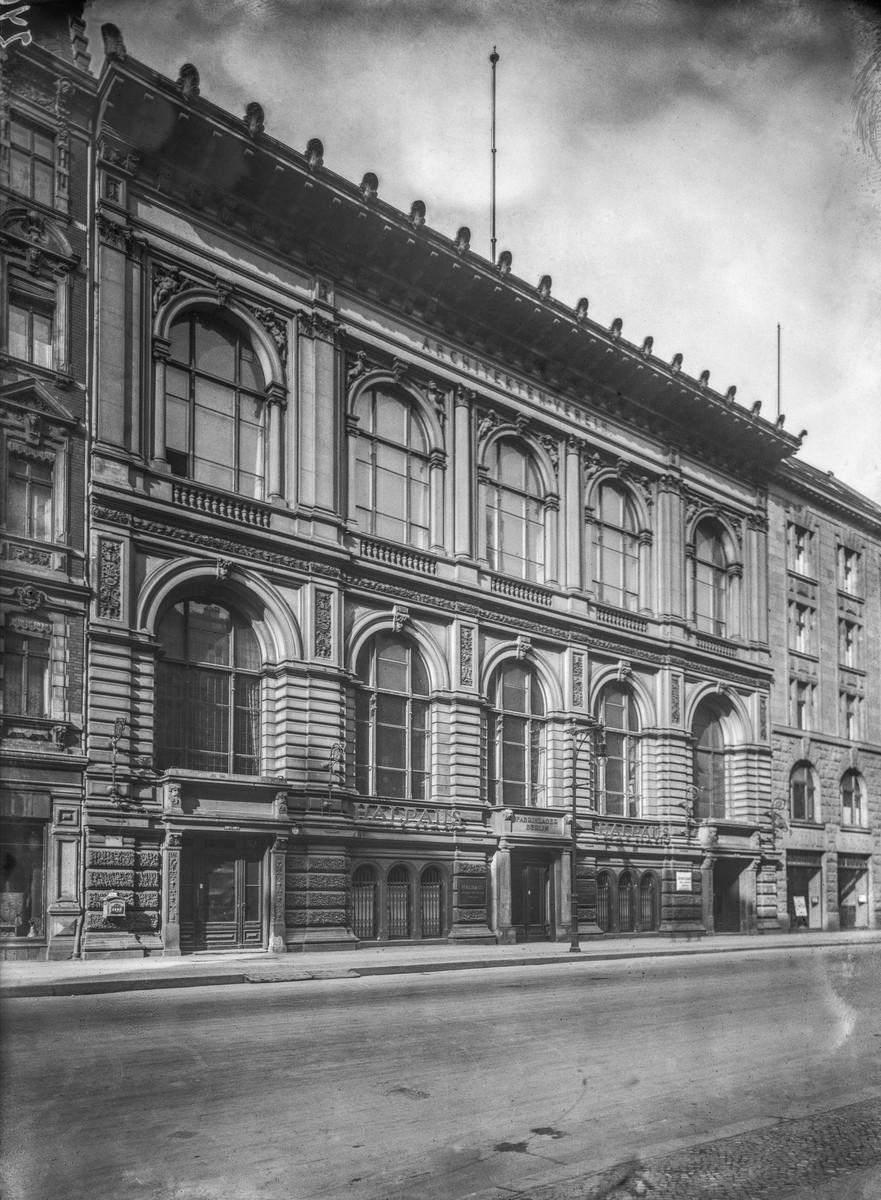
Haus des Architektenvereins, Frontansicht, um 1876

Nach jahrelanger Suche nach einem repräsentativen Sitz erwarb der Verein im Sommer 1875 von einer Berliner Brauerei, die sich in Liquidation befand, ein in der Wilhelmstraße 92/93 von Oskar Titz errichtetes großzügiges Ausschank-, Fest- und Veranstaltungsgebäude im Rohbauzustand und ließ es durch Hermann Ende und Wilhelm Böckmann in einem Jahr zweckgerecht vollenden. Das sogenannte „Architektenhaus“, dessen Säle der Verein zum Teil vermietete, und in dessen Souterrain sich ein Großrestaurant befand, musste aus finanziellen Gründen 1916 an das benachbarte Preußische Kriegsministerium verkauft werden, doch konnte der Verein einige Räume weiterhin nutzen, bis es 1934 dem Neubau des Reichsluftfahrtministeriums weichen musste.
Im Jahr 1879 gründeten einige selbständig tätige Mitglieder die Vereinigung Berliner Architekten (VBA), da beim AVB ihrer Wahrnehmung nach in manchen wichtigen Fragen die Interessen der Baubeamtenschaft dominierten. Die VBA dagegen sollte den Standpunkten der Freiberufler mehr Gehör verschaffen. Die Neugründung der VBA war allerdings keine Sezession, da es viele Doppelmitgliedschaften gab und beide Vereine auch in vielen Fällen gleiche oder ähnliche Standpunkte vertraten bzw. miteinander kooperierten.

## Der AIV Berlin-Brandenburg heute
Heute hat der AIV Berlin-Brandenburg rund 300 Mitglieder, darunter auch Stadtplaner, Landschaftsarchitekten, Wissenschaftler und Künstler. Er versteht sich als interdisziplinärer und generationsübergreifender Vermittler von Architektur, Städtebau, Landschaftsarchitektur, Kunst, Stadtgeschichte, Tragwerksplanung, Verkehrsplanung und Bauphysik durch wissenschaftliche Vorträge, Fortbildungen, Baustellenbesichtigungen, Empfänge und Feste.
Der Schinkel-Wettbewerb als ältester und bekanntester deutscher Nachwuchswettbewerb im Bauwesen richtet sich seit 1855 jährlich an junge Planende aus den Bereichen Architektur, Bauingenieurwesen, Stadtplanung, Landschaftsarchitektur, Verkehrsplanung und Freie Kunst.
Seit 1877 veröffentlicht der AVB bzw. AIV Berlin-Brandenburg die Publikationsreihen Berlin und seine Bauten (sogenannte „erste Reihe“ in zwei Bänden 1877, „zweite Reihe“ in drei Bänden 1896 und „dritte Reihe“ in bisher 24 Bänden seit 1966), die eine umfassende Dokumentation der Berliner Baukultur darstellen.
2007 erhielt der AIV Berlin-Brandenburg die Ferdinand-von-Quast-Medaille.

## Karl Friedrich Schinkel Stiftung
Der AIV zu Berlin gründete 2014 die gemeinnützige Karl Friedrich Schinkel Stiftung des AIV zu Berlin. Sie hat die Aufgabe, die Erträge aus ihrem Kapital dem AIV zur Erfüllung seiner satzgemäßen Aufgaben, insbesondere der Förderung der Baukultur- und der Ausrichtung des Schinkel-Wettbewerbes, zur Verfügung zu stellen. Das Stiftungskapital in Höhe von ca. 1,2 Millionen Euro stammt aus zwei Nachlässen, die dem AIV vermacht wurden, zum einen der Architektin Johanna Blank sowie des Architekten Heinz Diesing.
Der Vorstand der Stiftung ist besetzt durch den Vorsitzenden des AIV, Tobias Nöfer, Architekt, Walter Momper, Regierender Bürgermeister von Berlin a. D., Manfred Semmer, Architekt und Ehrenvorsitzender des AIV zu Berlin und Arnold Ernst, Architekt und Vorsitzender der Stiftung.

## Schriften und Periodika
- Notizblatt des Architektenvereins, ab 1833
- Zeitschrift für Bauwesen, ab 1851
- Wochenblatt des Architekten-Vereins zu Berlin, ab 1867, seit 1868 Deutsche Bauzeitung
- Wochenschrift des Architekten-Vereins zu Berlin, 1906–1922[6]
- Zeitschrift Deutscher Architekten und Ingenieure, ab 1922
- Berlin und seine Bauten. (sog. „erste Reihe“) 2 Bände, Ernst & Korn, Berlin 1877. (als Nachdruck: Berlin 1984) (Digitalisat)
- Berlin und seine Bauten. (sog. „zweite Reihe“) 3 Bände, Wilhelm Ernst & Sohn, Berlin 1896. (als Nachdruck: Berlin 1988)
- Hundert Jahre Architekten-Verein zu Berlin 1824–1924. Selbstverlag des Architekten-Vereins zu Berlin, Berlin 1924.
- Berlin und seine Bauten. (sog. „dritte Reihe“) Berlin 1964 ff. (thematische Einzelbände) Als Wissenschaftsverein veröffentlicht der AIV zu Berlin – neben vielen anderen Publikationen zu den verschiedensten Themen und Anlässen – als Herausgeber eine der bedeutendsten Schriftenreihe Berlins: Berlin und seine Bauten Faksimile-Druck der Erstausgabe von 1877, Teil II: Rechtsgrundlagen und Stadtentwicklung, 1964, Teil III: Bauwerke für Regierung und Verwaltung, 1966, Teil IV: Wohnungsbau, Band A: Die Voraussetzungen – Die Entwicklungen der Wohngebiete, 1970, Teil IX: Industriebauten Bürohäuser, 1971, Teil IV: Wohnungsbau, Band B: Die Wohngebäude – Mehrfamilienhäuser, 1974, Teil IV: Wohnungsbau, Band C: Die Wohngebäude – Einfamilienhäuser, 1975, Teil VIII: Bauten für Handel und Gewerbe, Band A: Handel, 1978, Teil VIII: Bauten für Handel und Gewerbe, Band B: Gastgewerbe, 1980, Teil X Band A: Anlagen und Bauten für Versorgung (3) Bestattungswesen, 1981, Teil V: Bauwerke für Kunst, Erziehung und Wissenschaft, 1983, Teil X Band B: Anlagen und Bauten für den Verkehr (4) Post- und Fernmeldewesen, 1987, Teil VI: Sakralbauten, 1998, Teil VII/A: Krankenhäuser, 1998 Teil VII/C: Sportbauten, 1998, Teil IV: Wohnungsbau, Band D: Reihenhäuser, 2002 Teil VII: Band B: Sozialbauten, 2002, Teil V: Band B: Hochschulbauten, 2004, Teil I: Städtebau, 2008